# Шимановский, Леонид Андреевич
Леони́д Андре́евич Шимано́вский (17 января 1930, Пермь — 27 января 1993, Пермь) — советский и российский геолог, заведующий кафедрой динамической геологии и гидрогеологии (1979—1992), декан геологического факультета (1966—1969, 1974—1979) Пермского университета. Организатор и руководитель первых планомерных гидрогеологических исследований на территории Пермской области, основатель гидрогеологической службы Урала, один из авторов гидрогеологических карт Урала.

## Биография
1946—1948 — спортсмен, боксёр. Чемпион Перми, чемпион Урала, чемпион России по боксу среди юношей. В 1947—1948 гг. работал тренером по боксу в спортивном обществе «Локомотив».
В 1953 г. окончил с отличием геолого-географический факультет Пермского университета, в 1956 году — аспирантуру кафедры динамической геологии и гидрогеологии ПГУ, в 1964 г. защитил кандидатскую диссертацию о подземных водах и карсте Уфимского плато «Подземные воды Уфимского плато (зона активного водообмена»). В 1990 году ему присвоено ученое звание профессора.
Организатор и руководитель первых планомерных гидрогеологических исследований на территории Пермской области. С 1953 по 1963 годы он возглавлял Пермскую гидрогеологическую партию Уральского геологического управления.
С 1963 году работал в Пермском университете: доцент кафедры региональной геологии (1963—1966 гг.), декан геологического факультета (1966—1969, 1974—1979), заведующий кафедрой динамической геологии и гидрогеологии (1979—1992) ПГУ. Его научная школа пользуется известностью.
С 1964 по 1993 гг. — руководитель созданной им лаборатории гидрогеологии.
Один из авторов гидрогеологических карт Урала масштаба от 1:200000 до 1:2500000 (АН СССР. 1969) и 1:10000000 (Мингео СССР. 1971; ВСЕГЕИ. 1989) и Т.14 «Урал» из многотомной монографии «Гидрогеология СССР» (1972). Из его 6 монографий следует отметить также «Пресные подземные воды Пермской области» (1973), которая до сих пор служит учебным пособием по региональной гидрогеологии.

## Научные работы
Автор более 300 публикаций, среди которых более 50 научно-производственных и рукописных работ, 6 монографий.
См. подробнее: Леонид Андреевич Шимановский (1930—1993). Библиография / Сост. И. А. Шимановская, Т. А. Иванова, отв. ред. И. А. Шимановская. Перм. ун-т. Пермь, 1998. 48 с.

## Награды
- Почётный знак «За отличные успехи в области высшего образования СССР» (1984).